# Кубок Іспанії з футболу 1922
Кубок Іспанії з футболу 1922 — 22-й розіграш кубкового футбольного турніру в Іспанії. Титул вп'яте здобула Барселона. 

## Календар
| Раунд      | Дата                                             | Матчі   | Клуби |
| ---------- | ------------------------------------------------ | ------- | ----- |
| 1/4 фіналу | 12/19 березня/ 21-29 березня 1922 (перегравання) | 8+1+1+1 | 8 → 4 |
| 1/2 фіналу | 2/9 квітня/ 11 квітня 1922 (перегравання)        | 4+1     | 4 → 2 |
| Фінал      | 14 травня 1922                                   | 1       | 2 → 1 |

## 1/4 фіналу
| Команда 1          | Заг. | Команда 2           | 1-й матч | 2-й матч |
| ------------------ | ---- | ------------------- | -------- | -------- |
| 12/19 березня 1922 |      |                     |          |          |
| Аренас Клуб Гечо   | 6:5  | Реал Мадрид         | 4:0      | 2:5      |
| Реал Уніон         | 9:0  | Фортуна (Віго)      | 4:0      | 5:0      |
| Севілья            | 1:8  | Барселона           | 0:1      | 1:7      |
| Спортінг (Хіхон)   | 13:0 | Еспанья де Валенсія | 6:0      | 7:0      |

Перегравання
| Команда 1        | Рахунок | Команда 2   |
| ---------------- | ------- | ----------- |
| 21 березня 1922  |         |             |
| Аренас Клуб Гечо | 1:1     | Реал Мадрид |
| 22 березня 1922  |         |             |
| Аренас Клуб Гечо | 1:1     | Реал Мадрид |
| 29 березня 1922  |         |             |
| Аренас Клуб Гечо | 0:3     | Реал Мадрид |

## 1/2 фіналу
| Команда 1        | Заг. | Команда 2  | 1-й матч | 2-й матч |
| ---------------- | ---- | ---------- | -------- | -------- |
| 2/9 квітня 1922  |      |            |          |          |
| Реал Мадрид      | 3:5  | Реал Уніон | 2:1      | 1:4      |
| Спортінг (Хіхон) | 3:8  | Барселона  | 1:1      | 2:7      |

Перегравання
| Команда 1      | Рахунок | Команда 2  |
| -------------- | ------- | ---------- |
| 11 квітня 1922 |         |            |
| Реал Мадрид    | 0:4     | Реал Уніон |

## Фінал
| 14 травня 1922 |

| Барселона                                                 | 5:1      | Реал Уніон    |
| --------------------------------------------------------- | -------- | ------------- |
| Торральба 22' Самітьєр 41' Алькантара 45', 90' Грасія 85' | Протокол | Араболаса 30' |

| Кампо де Коя, Віго Глядачів: 12 000 Арбітр: Тома Бальве |